# Medal Niestierowa
Medal Niestierowa (ros. Mедаль Нестерова) – odznaczenie państwowe Federacji Rosyjskiej przyznawane za znaczące osiągnięcia w dziedzinie awiacji. Medal jest nazwany na cześć rosyjskiego pilota myśliwskiego I wojny światowej Piotra Niestierowa. Odznaczanie zostało ustanowione  2 marca 1994 roku.
Medal Niestierowa nadawany jest żołnierzom Sił Powietrznych Federacji Rosyjskiej, innym formacjom lotniczym Sił Zbrojnych Federacji Rosyjskiej, Federalnej Służby Bezpieczeństwa Federacji Rosyjskiej i oddziałów lotniczych Ministerstwa Spraw Wewnętrznych Federacji Rosyjskiej, pilotom cywilnym oraz pracownikom przemysłu lotniczego za odwagę i osobiste męstwo okazane w obronie Ojczyzny oraz interesów państwowych Federacji Rosyjskiej podczas pełnienia obowiązków bojowych oraz podczas ćwiczeń i manewrów; za doskonałe wyniki w szkoleniu bojowym i utrzymywaniu gotowości bojowej sił powietrznych, za szczególne zasługi w rozwoju, eksploatacji i konserwacji statków powietrznych, za doskonałość zawodową w umiejętnościach pilotażu, a także za doskonałe wyniki w szkoleniu bojowym i szkoleniu w zakresie walki powietrznej.